# Journée internationale des droits de l'enfant
La journée internationale des droits de l'enfant est la date de l'adoption de la Convention internationale des droits de l'enfant (CIDE), le 20 novembre 1989, par la résolution 44/25 de l'Assemblée générale des Nations unies.

## Historique
En 1954, l’Assemblée générale des Nations unies recommande que tous les pays instituent une Journée mondiale de l’enfance, sans pour autant en fixer le jour. 
Le choix du 20 novembre fait référence à la Convention internationale des droits de l'enfant, adoptée par l'Assemblée générale des Nations unies dans sa résolution 44/25 du 20 novembre 1989 ; cette adoption découle elle-même de la Déclaration des droits de l'enfant en date du 20 novembre 1959.
La Somalie (dont le régime était fragilisé durant la fin des années 1980, puis ébranlé par la guerre civile) a signé le traité international correspondant à cette convention CIDE mais ne l'a ratifié que tardivement, en 2015,. En 2016, les États-Unis restent donc le seul pays à ne pas avoir formellement ratifié ce traité.
Pour marquer cette Journée mondiale de l'enfance, un certain nombre d'événements sont organisés par les acteurs du monde de l'enfance.
En France, le Défenseur des enfants remet un rapport au Président de la République et au Parlement. 
L'Unicef organise également des manifestations (dîners de gala, expositions, etc.)
En Belgique, la Fédération Wallonie-Bruxelles organise, depuis 2011, En Avant ǃ Fête des droits de l'enfant et des jeunes, événement appelé, jusqu'en 2018, Festival Zéro>18.

### La société civile à l'origine de cette journée internationale
En 1988, la Jeune Chambre Economique de Troyes met en place un projet pour aider les enfants maltraités, et y ajoute en 1989 l’organisation d’une Fête des Droits de l’Enfant, le 20 novembre.
Ce jour est choisi en référence à la Déclaration des Droits de l’Enfant adoptée par l’ONU le 20 novembre 1959.
L’aboutissement de ces efforts est la création en 1996 (loi n° 96296) de la Journée Nationale des Droits de l’Enfant en France. Puis, en mai 2002, porté par le Prince Albert de Monaco (membre Jeune Chambre), le dossier conduit à l’adoption par l’ONU de la « Journée mondiale de l’Enfance » le 20 novembre de chaque année.
Cette convention adoptée à l’unanimité par l’Organisation des Nations unies garantit aux enfants du monde entier des droits dont celui de jouer et d’avoir des loisirs.

## Journée mondiale de l’enfance 2010
Pour célébrer les 21e, 51e et 61e anniversaires de la Convention relative aux droits de l’enfant, de la Déclaration des droits de l’enfant et des Conventions de Genève, respectivement, le Comité international de la Croix-Rouge a publié une nouvelle brochure sur les enfants et la guerre. Cette brochure examine les risques auxquels sont exposés les enfants touchés par les conflits armés, les mesures prises pour répondre aux besoins spécifiques de ces enfants, et les règles de droit qui leur confèrent une protection particulière.
Pour marquer cet événement, l'association Humanium publie officiellement un Portail des droits de l'enfant . Ce site Internet offre un accès à de nombreuses informations et des ressources sur les droits de l’enfant.
Le festival de films documentaires Enfances dans le monde voit le jour le 20 novembre, au cinéma les 7 Parnassiens, à l’occasion cette Journée.